# Вила Кол деј Канали (Перуђа)
Вила Кол деј Канали је насеље у Италији у округу Перуђа, региону Умбрија.
Према процени из 2011. у насељу је живело 259 становника. Насеље се налази на надморској висини од 555 м.